# WhoMadeWho
Pour les articles homonymes, voir Who Made Who (homonymie).
WhoMadeWho est un groupe de dance-punk et rock indépendant danois, originaire de Copenhague.

## Biographie
Formé en 2003, WhoMadeWho participe au renouveau du dance-punk. Après plusieurs morceaux sortis par le groupe sous le label disco allemand Gomma Records, WhoMadeWho sort son premier album éponyme en 2005. En live, ils peuvent jouer auprès de groupes comme Daft Punk, Soulwax, Hot Chip, Justice et LCD Soundsystem. Au terme d'une tournée en commun, Hot Chip remixe leur single TV Friend. Par ailleurs, Josh Homme de Queens of the Stone Age reprend leur chanson Space to Rent. 
WhoMadeWho connait un certain gain de popularité après avoir remplacé comme tête d'affiche, le groupe Klaxons au Festival international de Benicàssim en 2007. Les Klaxons avaient eu un important retard qui les avaient empêchés d'arriver à temps pour monter sur scène.
Le 21 février 2014, ils accompagnent Arisa, reprenant la chanson Cuccurucucu, en hommage à Franco Battiato, au Festival de Sanremo de 2014, en Italie. Cette même année, ils publient un nouvel album, Dreams.

## Membres
- Tomas Hoefding - basse, chant
- Jeppe Kjellberg - guitare, chant
- Tomas Barfod - batterie